# Kratié (huyện)
Kracheh là một huyện nằm ở Tỉnh Kratié, Campuchia. Các làng ở xã Thma Krae nổi tiếng với kralan tốt nhất Campuchia. Hiện nay huyện này đã được nâng cấp lên thành phố Kratié
| Kracheh      | |
| Khum (Xã)    | Phum (Làng)                                                                                                |
| Bos Leav     | Bos Leav Kraom, Bos Leav Leu, Lvea Tong, Preah Konlong, Preaek Kov, Preaek Ta Am, Preaek Ta Thoeng, Ta Luh |
| Changkrang   | Changkrang, Kasang                                                                                         |
| Dar          | Anhchanh, Chuor Chrey, Dar, Khnang Pos, Khsar, Mreum, Sereipheap, Stueng Svay, Ta Nguon                    |
| Kantuot      | a Loch, Antong Vien, Chrava, Kantuot, Srae Non                                                             |
| Kou Loab     | Banteay, Chrava, Kambaor, Kou Loab, Samret                                                                 |
| Kaoh Chraeng | Kandal, Kbal Kaoh, Preaek, Roka Knaor, Voat                                                                |
| Kaoh Trong   | Kbal Kaoh, Chong Kaoh                                                                                      |
| Krakor       | Krakor, Tuol Monourom                                                                                      |
| Kratie       | Doun Chroam, Kracheh, Phsar Veaeng, Trapeang Pring, Voat                                                   |
| Ou Ruessei   | Kantring, Kapou, Ou Ruessei Muoy, Ou Ruessei Pir, Srae Sdau                                                |
| Roka Kandal  | Roka Kandal Muoy, Roka Kandal Pir                                                                          |
| Sambok       | Boeng Run, Kakot, Kbal Chuor, Smabok, Srae Haen                                                            |
| Thma Andaeuk | Chuor Krouch, Damnak Sasar, L'ak, Sampong, Serei Sokha, Srae Doung                                         |
| Thma Kreae   | Ruessei Char, Thma Krae Kandal, Thma Krae Leu                                                              |
| Thmei        | Chranaol, Khnach, Krasang, Mean Chey, B'ier, Svay Chrum, Thmei, Tnaot, Treab, Veal Sambour                 |